# Sorrento de Sirena
Sorrento (南大西洋・海の将軍・海魔女「セイレーン」のソレント Sorrento?), más conocido como Sorrento de Sirena, es un personaje del manga y anime Saint Seiya conocido en español como Los Caballeros del Zodiaco. Es uno de los siete Generales Marinos de Poseidón, es el guardián del pilar del Océano Atlántico Sur.

## Biografía

### El mensajero de Poseidón
(Nota: La aparición de Sorrento es diferente dependiendo de la versión manga y la versión anime)
Manga: Sorrento aparece después de la batalla del Santuario en el hospital donde se encontraban los caballeros de bronce después de su dura lucha en las doce casas del santuario. Enviado a matar a los caballeros debilitados, Aldebarán de Tauro se presente al lugar para protegerlos. Por desgracia para el Caballero dorado, quien no fue rival para el general Marino y su poderosa flauta. Aldebarán fue forzado a romperse los tímpanos para no escuchar la música de la flauta de Sorrento pero le es inútil, cuando ya se disponía a acabar con Aldebarán y a los santos de bronce aparece Saori Kido y este le pide que la acompañe al Reino Marino.
Anime: Sorrento aparece en los últimos capítulos de la Saga de Asgard, donde se revela que Poseidón es la causa del cambio en el carácter de Hilda de Polaris a través del anillo de los Nibelungos. Luego de observar el combate entre Seiya y el último guerrero divino Siegfried este último comprende el cambio de Hilda y decide enfrentar al General Marino pero es dominado totalmente por Sorrento ya que no puede contrarrestar el sonido de la flauta, Siegfried malherido es obligado a romperse los tímpanos pero sin mayor éxito. Por último, el Dios Guerrero como último recurso utiliza un ataque suicida para derrotar a su oponente, de la misma forma en que Shiryu lo hizo con Shura de Capricornio, haciendo volar sus cosmos en el aire. Sin embargo, Sorrento logró escapar del ataque y sobreviviendo, no así Siegfried, que murió cuando casi llegaban al espacio.

### En Poseidón
Vuelve a aparecer, cuando Shun llega al Atlántico Sur, Shun se sorprende al ver a Sorrento porque pensó que había muerto junto con Siegfried y este le cuenta qué fue lo que pasó en realidad en esa pelea, el Santo de bronce se enfrenta a Sorrento con la intención de destruir su Pilar, pero Shun no es rival para él y es dominado fácilmente por la sinfonía de la flauta de Sorrento, temporalmente renuncia a la lucha después de escuchar el canto de la diosa Atenea. Cuando Atenea terminó de cantar, volvió a combatir con Shun esta vez atacando con más fuerza, rompiendo las cadenas y Armadura de Andrómeda; mientras que Sorrento lo atacaba sin piedad, Shun usa su Tormenta Nebular para derrotar a Sorrento y así poder destruir el Pilar del Atlántico Sur.
Sorrento al logra sobrevivir al poderoso ataque de Shun, vuelve a aparecer frente a Kanon e Ikki quien secretamente fue testigo de la discusión entre los dos, durante el cual Kanon revela su verdadera identidad y sus intenciones de hacer lo que su hermano gemelo Saga de Géminis no fue capaz de terminar. Al darse cuenta de que todos los generales y Poseidón mismo había sido engañado por Kanon, Sorrento rechaza la guerra entre Atenea y Poseidón por lo que deja a Ikki destruir el pilar del Atlántico Norte para terminar una guerra sin sentido, luego decide matar a Kanon, pero es detenido por el mismo Ikki quien desea saber dónde está la vasija para encerrar al Dios de los mares. Al finalizar la Guerra Santa, Poseidón es nuevamente encerrado en el ánfora, y Sorrento junto con Julian Solo, se dedican a ayudar a los damnificados por el diluvio.

### En Hades
Sorrento aparece junto a Julian en uno de sus viajes, y observa como el Alma de Poseidón se apodera del cuerpo del millonario, para apoyar a Athena y sus Santos, por lo que Sorrento comprende, que el Emperador de los Mares ama a la Tierra y no desea su destrucción. A pesar de ser enemigo acérrimo de Atenea y estar encerrada su alma en el ánfora, Poseidón envió las Armaduras de Oro (Sagitario para Seiya, Libra para Shiryu, Acuario para Hyoga, Virgo para Shun y Leo para Ikki) a los Caballeros de bronce, para hacer frente a Thanatos, en su lucha contra Hades. Aunque éstas armaduras fueron casi inmediatamente destruidas por el dios de la muerte.

## Apariciones en otros medios
La imagen de Sorrento y sus armas aparecen en diferentes productos de merchandising, como las tarjetas y modelos (como los de la serie Myth Cloth), basados en su versión "clásica". El personaje también aparece como un personaje jugable en el videojuego DLC para Playstation 3, Saint Seiya: Sanctuary Battle. También aparece como personaje en el videojuego de Saint Seiya Omega para PSP.

## Técnicas Especiales
- Barrera Circular: Usando su propia flauta es capaz de crear una barrera defensiva.
- Flauta traversa: Entonar su melodía con la flauta de oro que encanta al enemigo como el canto de sirena mitológica, se ataca directamente el cerebro debilitando los cinco sentidos y el cosmos de sus oponentes.
- Dulce melodía de réquiem: Entonar su melodía con la flauta de oro que ataca directamente el cerebro que causa terribles dolores en la cabeza, la última nota de esta melodía mata al oponente. Durante la ejecución de esta técnica, el oponente está rodeado de espléndida ilusión de sirenas y ninfas de agua que vuelan a su alrededor.

- Datos: Q1088298